# Binnerbäck
Binnerbäck är en småort i Borgholms kommun belägen i Böda socken. Binnebäck klassades av SCB som småort år 2005 men 2010 när befolkningen understeg 50 upphörde den statusen. Vid avgränsningen 2020 klassades den åter som småort